# Nanolitografía

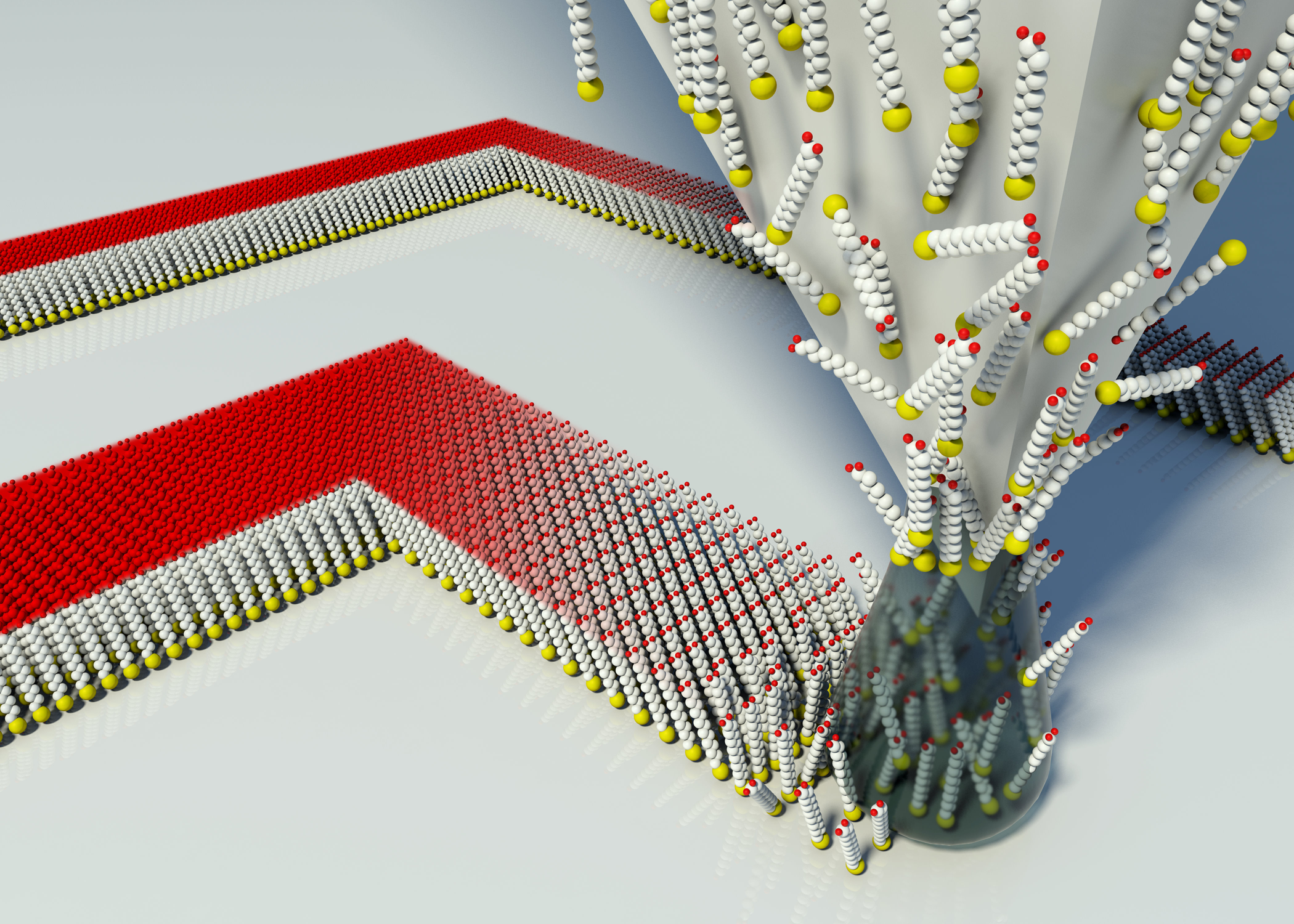
Mecanismo clásico de DPN: Tinta molecular que se difunde desde una punta a nanoescala hasta una superficie a través de un menisco de agua.

La nanolitografía o litografía a la escala del nanómetro, se refiere a la fabricación de microestructuras con un tamaño de escala que ronda los nanómetros. Esto implica la existencia de patrones litografiados en los que, al menos, una de sus dimensiones longitudinales es del tamaño de átomos individuales y aproximadamente del orden de 10 nm. La nanolitografía se usa durante la fabricación de circuitos integrados de semiconductores o sistemas nanoelectromecánicos, conocidos como Nanoelectromechanical Systems o NEMS.

## Litografía óptica
La litografía óptica, que ha sido la técnica predominante en el uso de patrones desde el comienzo de la era de los semiconductores, es capaz de producir patrones ligeramente por debajo de los 100 nm, usando longitudes de onda muy cortas (unos 193 nm de manera usual). Este tipo de litografía requiere el uso de inmersión líquida y una multitud de mejoras en la tecnología de fotomáscara (tecnología PSM) además de corrección óptica por proximidad (Optical Proximity Correction o OPC) para llegar a detalles del orden de 32 nm. Existe un sentimiento general, entre los expertos, en el que se afirma que bajar a unos niveles de 30 nm mediante la litografía óptica, no será comercialmente viable[cita requerida]. En este punto, esta técnica deberá ser reemplazada por una nueva generación de litografía (Next Generation Lithography o NGL).

## Otras técnicas nanolitográficas
- La más corriente de las técnicas nanolitográficas es la litografía de escritura directa por haces de electrones (Electrón Beam Direct Write lithography o EBDW). En esta técnica, el uso de un haz de electrones imprime un patrón, usualmente sobre una resina de polímero que se opone tal como PMMA.

- Litografía del ultravioleta extremo (Extreme Ultraviolet lithography o EUV) es una variedad de litografía óptica que usa longitudes de onda muy corta, del orden de 13,5 nm. Es la que se denomina normalmente como técnica NGL

- Litografía por partículas cargadas, tales como litografías por iones o proyecciones de electrones (PREVAIL, SCALPEL, LEEPL). Estas técnicas son capaces de producir patrones de muy alta resolución.

- Litografía de nanoimpresión (Nanoimprint Lithography o NIL) y sus variantes, tales como la litografía de impresión por pasos como LISA y LADI. Estas técnicas son tecnologías de replicación de patrones muy prometedoras. Pueden combinares con la impresión por contacto

- Litografía de escaneo por sonda (Scanning Probe Lithographies o SPL) parece ser una prometedora herramienta para la producción de patrones en la escala de los nanómetros[cita requerida]. Por ejemplo, los átomos individuales se pueden manipular usando la punta de un microscopio de efecto túnel (Scanning Tunneling Microscope o STM). La nanolitografía de descenso de sonda es la primera tecnología comercial de tipo SPL disponible basada en el microscopio de fuerza atómica.

- El desarrollo más evolucionado de la NGL continúa con la litografía de rayos X, que puede llegar a extenderse a resoluciones de 15 nm por el uso de una reducción de campo cercano.